# بات لانگنزالتسا
بات لانگنزالتسا شهری در ایالت تورینگن در کشور آلمان است.

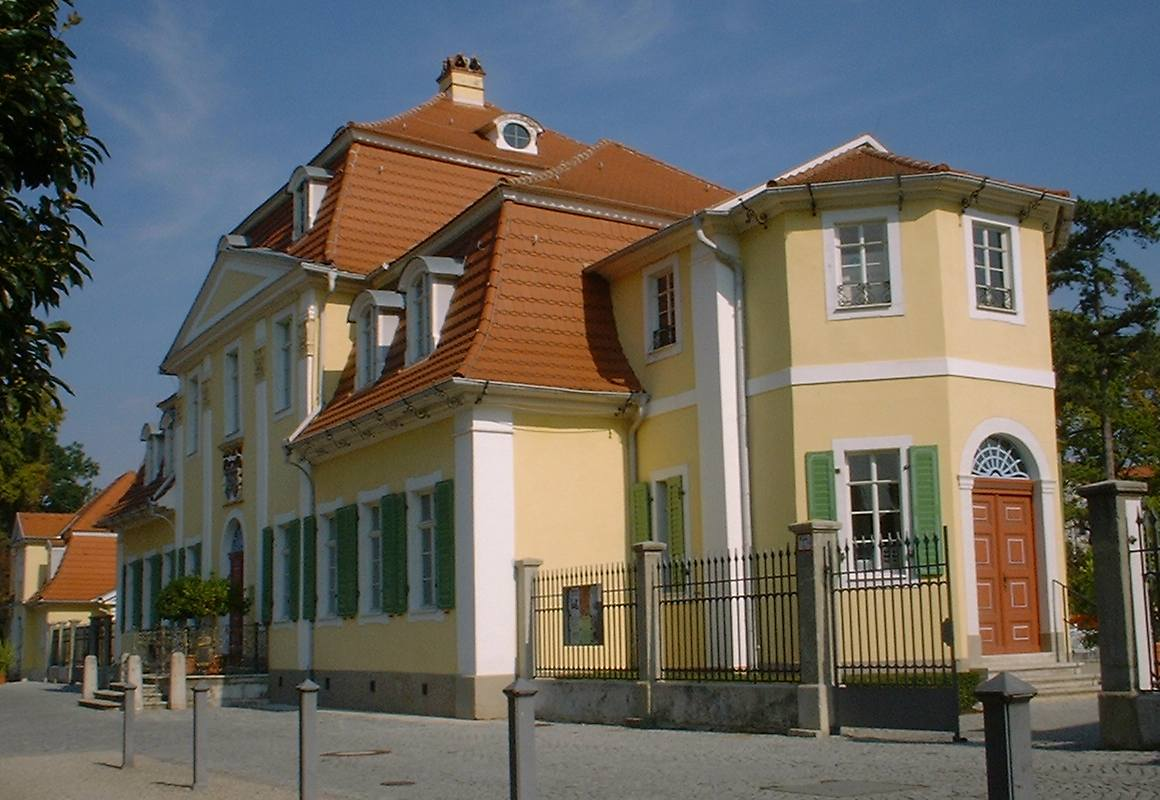

## نگارخانه

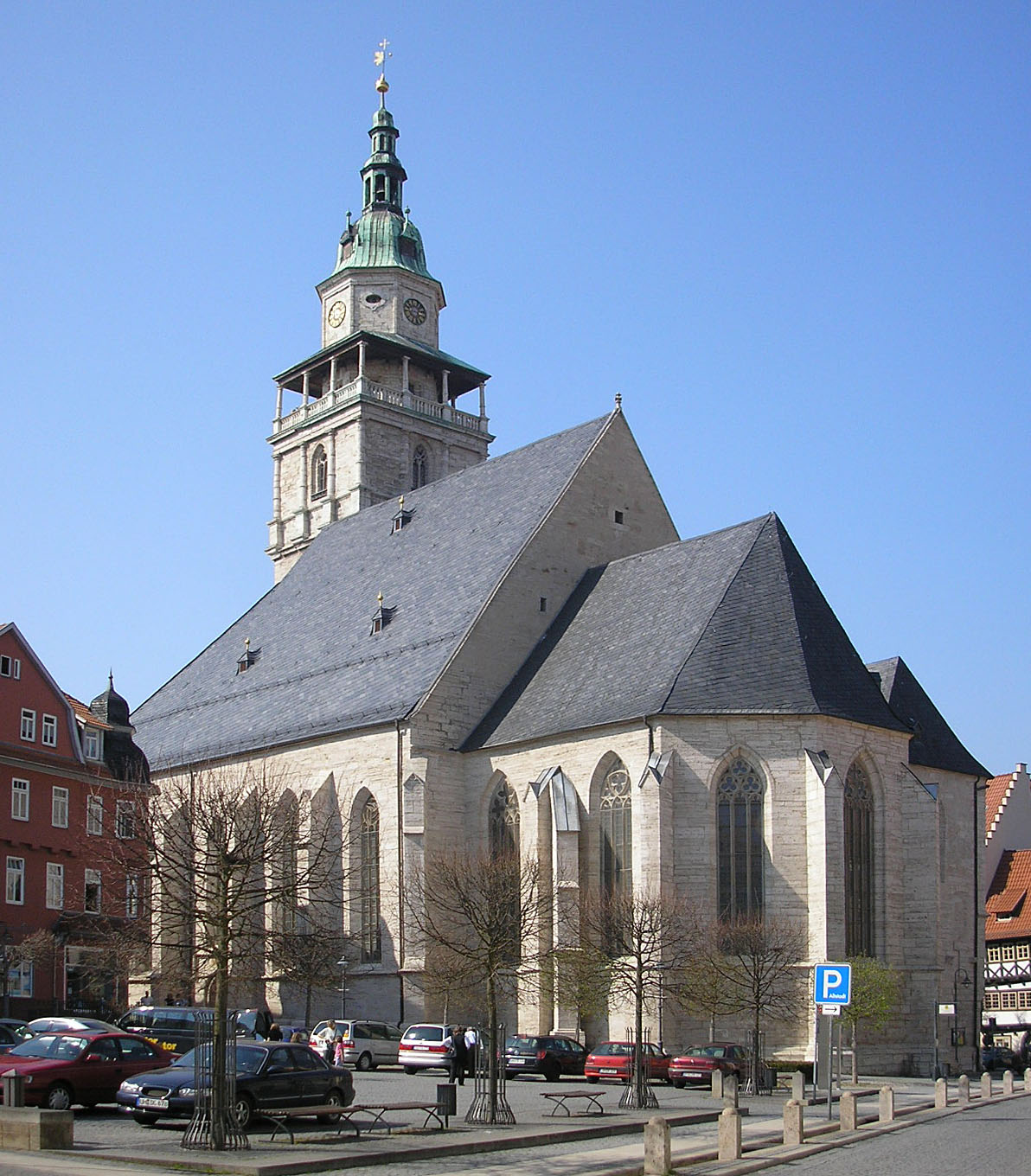
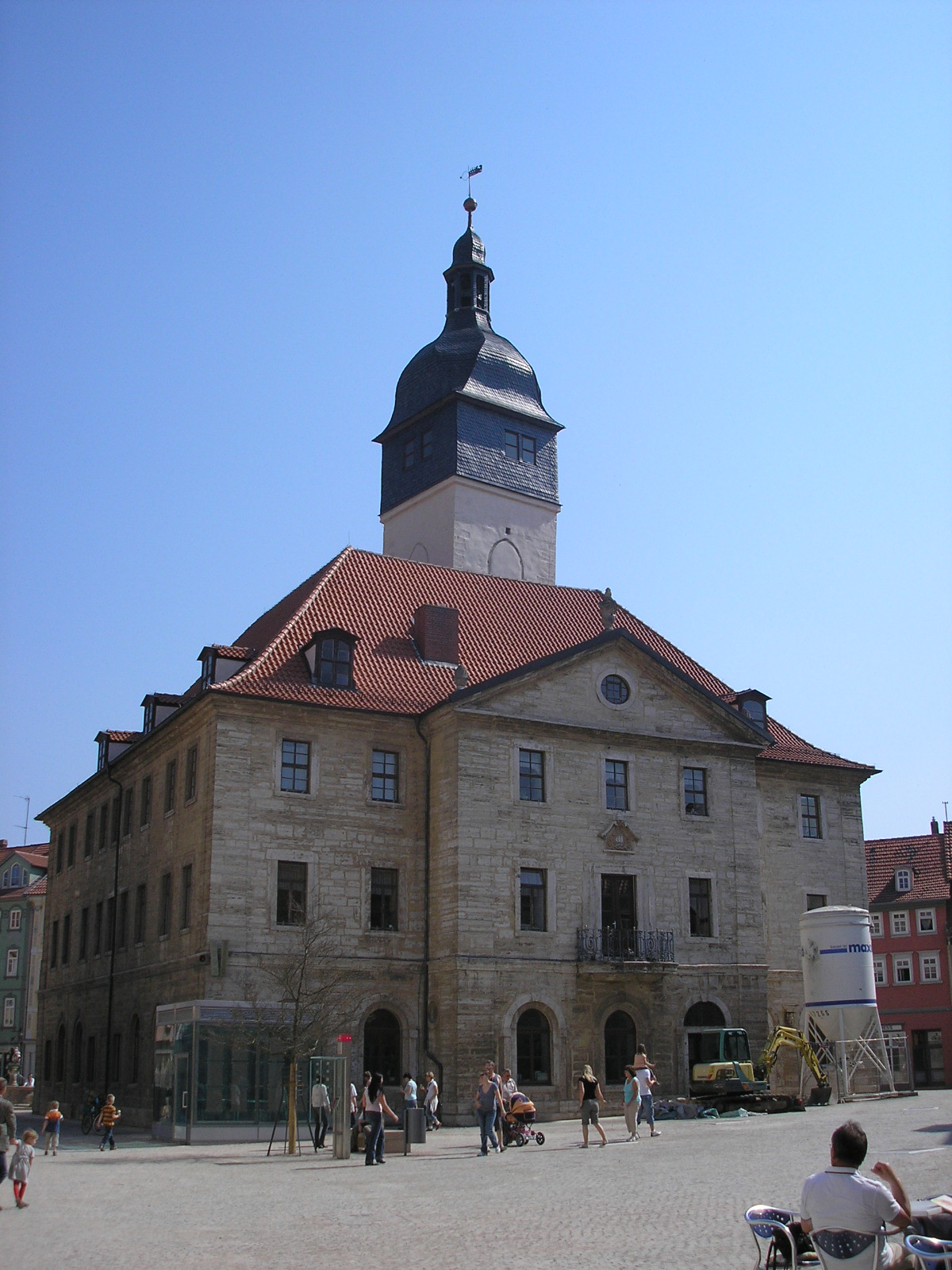
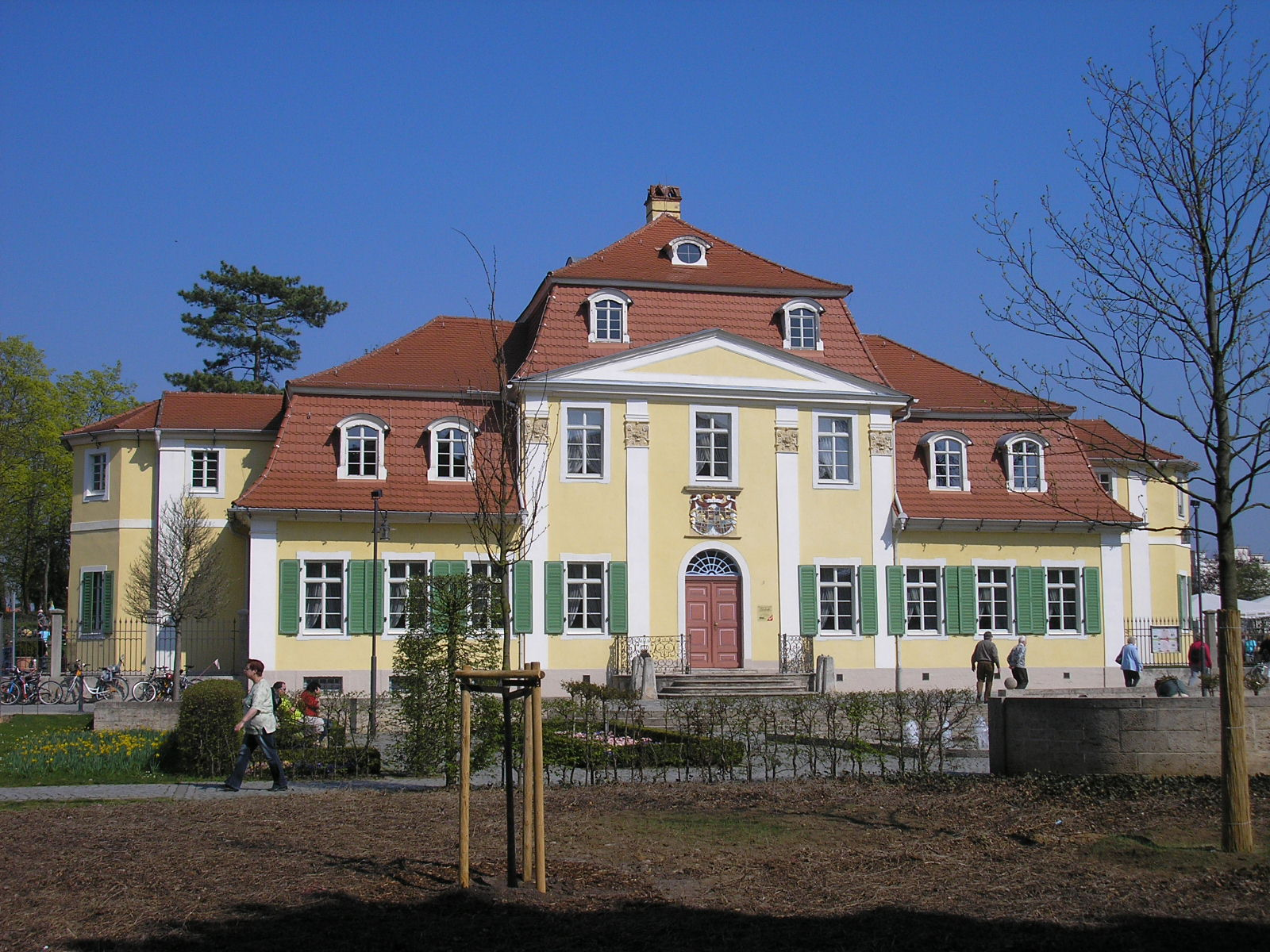
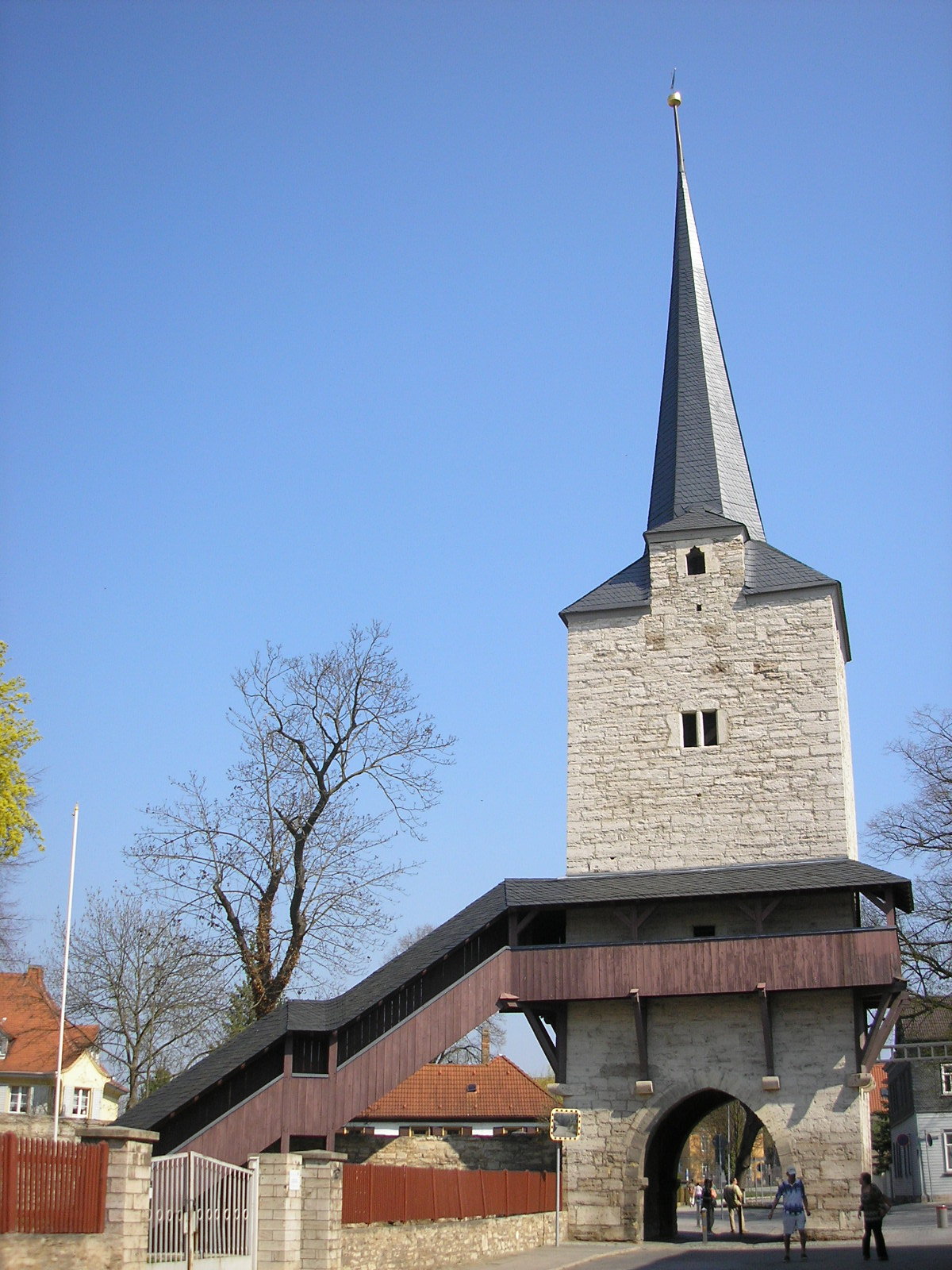